# Crioulos de Sotavento

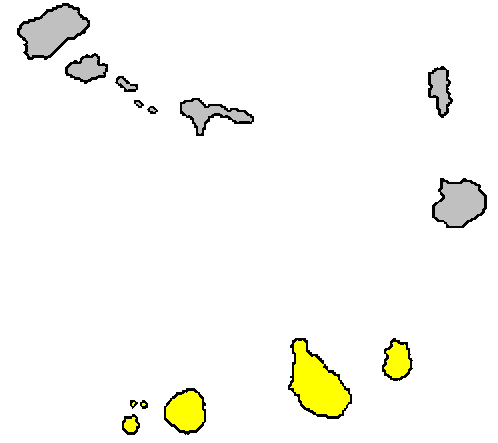
Sotavento caboverdiano, a amarelo.

Crioulos de Sotavento é o conjunto de dialectos do crioulo cabo-verdiano, falado nas ilhas de Sotavento. Compreende os crioulos da Brava, do Fogo, de Santiago e do Maio.
Algumas característcas dos crioulos de Sotavento:
- O aspecto imperfectivo do passado é formado colocando a partícula do passado ~ba ligada ao verbo: tâ + V+ba.
- O pronome pessoal para a 2.ª pessoa do plural é nhôs.
- O pronome pessoal sujeito da primeira pessoa do singular está representado por uma nasalização. Ex.: m’ andâ  pronunciado [ƞ ɐ̃ˈdɐ] em vez de [m ɐ̃ˈdɐ] «eu andei», m’ stâ tâ sintí pronunciado [ƞ stɐ tɐ sĩˈti] em vez de [m stɐ tɐ sĩˈti] «eu estou a sentir», m’ labába pronunciado [ƞ lɐˈbabɐ] em vez de [m lɐˈbabɐ] «eu lavara».
- O pronome pessoal complemento da primeira pessoa do singular desaparece mas nasaliza a vogal precedente. Ex.: lebâ-m’ pronunciado [leˈbɐ̃] em vez de [leˈbɐm] «levar-me», metê-m’ pronunciado [meˈtẽ] em vez de [meˈtem] «meter-me», cudí-m’ pronunciado [kuˈdĩ] em vez de [kuˈdim] «responder-me», pô-m’ pronunciado [põ] em vez de [pom] «pôr-me», bumbú-m’ pronunciado [bũˈbũ] em vez de [bũˈbum] «pôr-me às costas».